# Bob Graham Round

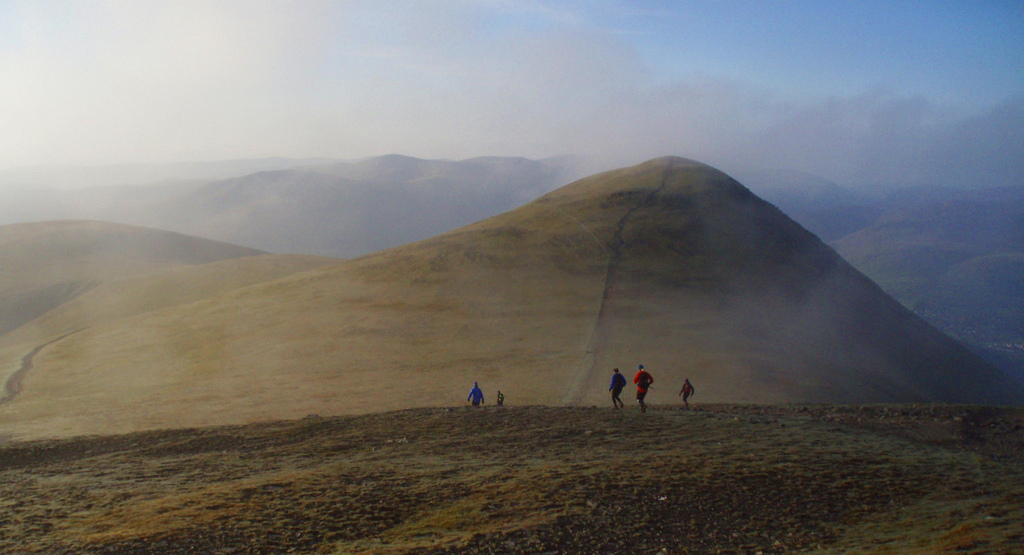
Coureurs et supporters du Bob Graham Round à la descente du Skiddaw

Le Bob Graham Round est un parcours  de course à pied de 42 fells (montagnes ou collines du nord de l'Angleterre) dans le  Lake District. Il comprend notamment les plus de 3 000 pieds du Skiddaw, du Helvellyn, du Scafell et du Scafell Pike, et doit être parcouru en moins de 24 heures. Il porte le nom de Bob Graham (1889-1966) qui le réalisa pour la première fois en 1932.

## Historique
Le parcours des fells du Lake District est devenu progressivement de plus en plus long et difficile, :
- 1864 : le révérend J.M. Elliott parcourt les sommets de Wasdale Head en 8 h 30 ;
- 1870 : Thomas Watson fait 48 miles (77 km) et 10 000 pieds (3 000 m) de dénivelée en 20 heures ;
- 1902 : S.B. Johnson fait une boucle 70 mile (110 km), et 18000 pieds (5500 m) de dénivelée en 22 h 30 ;
- 1905 : le docteur Wakefield fait le même parcours en  22 h et 7 min ;
- 1920 : Eustace Thomas, à 54 ans, porte le record à 21 h et 25 min ;
- les 12 et 13 juin 1932 le coureur de Keswick (dans le Lake District) Bob Graham parcourt 42 sommets en un peu moins de 24 heures.

Le  parcours fut popularisé à la fin des années 1950 par l'écrivain Harry Griffin et Fred Rogerson, qui fondèrent le Bob Graham Club, qui se réunit deux fois par an au Lake District.
Alan Heaton a été le premier à répéter et à améliorer la boucle de Bob Graham en 1960, bien que la liste de sommets parcourus diffère légèrement : High White Stones, Hanging Knotts, Looking Stead et High Snab Bank étant remplacés par Whiteside, Helvellyn Lower Man, Ill Crag et Broad Crag. C'est ce dernier parcours qui est aujourd'hui  appelé Bob Graham Round. En fonction de l'itinéraire choisi la boucle fait entre 63 miles (101 km) et 66 miles (106 km), avec 27 000 pieds (8 200 m) de dénivelée (à la montée et à la descente). De nombreuses sources indiquent une distance erronée de 72 miles (116 km).

## Le parcours
La boucle peut être parcourue dans les deux sens, le départ et l'arrivée se faisant au Moot Hall de Keswick.
| Enchaînement       | Situation          |
| ------------------ | ------------------ |
| Départ et arrivée  | Moot Hall, Keswick |
| 1                  | Skiddaw            |
| 2                  | Great Calva        |
| 3                  | Blencathra         |
| Traversée de route | Threlkeld          |
| 4                  | Clough Head        |
| 5                  | Great Dodd         |
| 6                  | Watson's Dodd      |
| 7                  | Stybarrow Dodd     |
| 8                  | Raise              |
| 9                  | Whiteside          |
| 10                 | Lowerman           |
| 11                 | Helvellyn          |
| 12                 | Nethermost Pike    |
| 13                 | Dollywagon Pike    |
| 14                 | Fairfield          |
| 15                 | Seat Sandal        |
| Traversée de route | Dunmail Raise      |
| 16                 | Steel Fell         |
| 17                 | Calf Crag          |
| 18                 | High Raise         |
| 19                 | Sergeant Man       |
| 20                 | Thunacar Knott     |
| 21                 | Harrison Stickle   |
| 22                 | Pike O' Stickle    |
| 23                 | Rossett Pike       |
| 24                 | Bowfell            |
| 25                 | Esk Pike           |
| 26                 | Great End          |
| 27                 | Ill Crag           |
| 28                 | Broad Crag         |
| 29                 | Scafell Pike       |
| 30                 | Scafell            |
| Traversée de route | Wasdale Campsite   |
| 31                 | Yewbarrow          |
| 32                 | Red Pike           |
| 33                 | Steeple            |
| 34                 | Pillar             |
| 35                 | Kirk Fell          |
| 36                 | Great Gable        |
| 37                 | Green Gable        |
| 38                 | Brandreth          |
| 39                 | Grey Knotts        |
| Traversée de route | Honister Pass      |
| 40                 | Dale Head          |
| 41                 | Hindscarth         |
| 42                 | Robinson           |
| Départ et arrivée  | Moot Hall, Keswick |

## Records
- 1960 : Alan Heaton - 22 h 18
- 1971 : Peter Walkington - 20 h 43
- 1973 : Bill Smith et Boyd Millen - 20 h 38
- 1976 : John North - 19 h 48
- 1976 : Billy Bland - 18 h 50
- 1977 : Mike Nicholson - 17 h 45
- 1982 : Billy Bland - 13 h 53
- 2018 : Kílian Jornet - 12 h 52
- 2022 : Jack Kuenzle - 12 h 23[4]

Le record féminin :
- 1991 : Ann Stentiford - 18 h 49
- 2016 : Jasmin Paris - 15 h 24
- 2020 : Beth Pascall - 14 h 34[5]

Sur la base du parcours classique du Bob Graham Round, des coureurs ont augmenté la liste de sommets traversés en 24 heures :
- 1962 : Alan Heaton - 54 sommets in 23 h 48
- 1963 : Eric Beard - 56 sommets, 88 miles (142 km) et 34 000 pieds (10 000 m) de dénivelée en 23 h 35
- 1964 : Alan Heaton - 60 sommets en 23 h 34
- 1971 : Joss Naylor - 61 sommets en 23 h 37
- 1972 : Joss Naylor - 63 sommets en 23 h 35
- 1975 : Joss Naylor - 72 sommets, 100 miles (160 km) et 37 000 pieds (11 000 m)  de dénivelée en 23 h 20
- 1988 : Mark McDermott - 76 sommets in 23 h 26
- 1997 : Mark Hartell - 77 sommets in 23 h 47

Le record féminin :
- 1994 : Anne Stentiford - 62 sommets

On pense que Graham avait choisi le nombre de 42 en référence à son âge à l'époque : il avait tenté une boucle de 41 sommets l'année précédente, dépassant de peu la limite de 24 heures. À sa suite plusieurs coureurs ont tenté des parcours de 50 sommets à 50 ans, et de 55 sommets à 55 ans, etc. Les plus notables sont :
- 1997 : Joss Naylor tente de traverser 60 sommets à 60 ans en 36 heures pour récolter de l'argent pour la recherche sur la sclérose en plaques
- 2005 : Yiannis Tridimas réussit 60 sommets à 60 ans en 23 h 52
- 2006 : Joss Naylor réussit 70 sommets à 70 ans, parcourant 50 miles et 25 000 pieds de dénivelée en moins de 21 heures

## Courses similaires
- South Wales Traverse au Pays de Galles
- Ramsay Round en Écosse : 24 Munros (plus de 3 000 pieds) sur les crêtes des Grey Corries et des Mamores.
- Paddy Buckley Round dans les montagnes de Snowdonia